# 鳥取県道153号才代船岡線
鳥取県道153号才代船岡線（とっとりけんどう153ごう さいたいふなおかせん）は、鳥取県八頭郡八頭町を通る一般県道である。

## 概要
八頭郡八頭町才代（さいたい）から八頭郡八頭町船岡に至る。

### 路線データ
- 起点：鳥取県八頭郡八頭町才代（岡山県道・鳥取県道6号津山智頭八東線交点）
- 終点：鳥取県八頭郡八頭町船岡（国道482号上、鳥取県道32号郡家鹿野気高線起点）

## 路線状況

### 重複区間
- 鳥取県道175号八東停車場線（八頭郡八頭町才代（さいたい））
- 国道482号（八頭郡八頭町日下部・安部駅交差点 - 八頭郡八頭町船岡（終点））
- 鳥取県道302号大坪隼停車場線別線（八頭郡八頭町福井 - 八頭郡八頭町見槻中（みづきなか））
- 鳥取県道302号大坪隼停車場線現道（八頭郡八頭町見槻中）

## 地理

### 通過する自治体
- 鳥取県
  - 八頭郡八頭町

### 交差する道路
| 交差する道路                                                                                    | 交差する場所         | 交差する場所 |
| ----------------------------------------------------------------------------------------------- | -------------------- | ------------ |
| 岡山県道・鳥取県道6号津山智頭八東線                                                             | 才代（さいたい）     | 起点         |
| 鳥取県道175号八東停車場線 重複区間起点                                                          | 才代                 |              |
| 鳥取県道175号八東停車場線 重複区間終点                                                          | 才代                 | 八東駅交差点 |
| 国道482号 重複区間起点                                                                          | 日下部               | 安部駅交差点 |
| 鳥取県道302号大坪隼停車場線 / 別線 重複区間起点                                                 | 福井                 |              |
| 鳥取県道302号大坪隼停車場線 / 現道 重複区間起点 鳥取県道302号大坪隼停車場線 / 別線 重複区間終点 | 見槻中（みづきなか） |              |
| 鳥取県道302号大坪隼停車場線 / 現道 重複区間終点                                                 | 見槻中               |              |
| 鳥取県道321号志子部船岡線                                                                       | 隼郡家               |              |
| 国道482号 重複区間終点 鳥取県道32号郡家鹿野気高線                                               | 船岡                 | 終点         |

### 沿線
- 若桜鉄道若桜線
  - 八東駅 - 安部駅 - 隼駅
- 八東郵便局
- 八頭町立船岡小学校